# フリップトップ

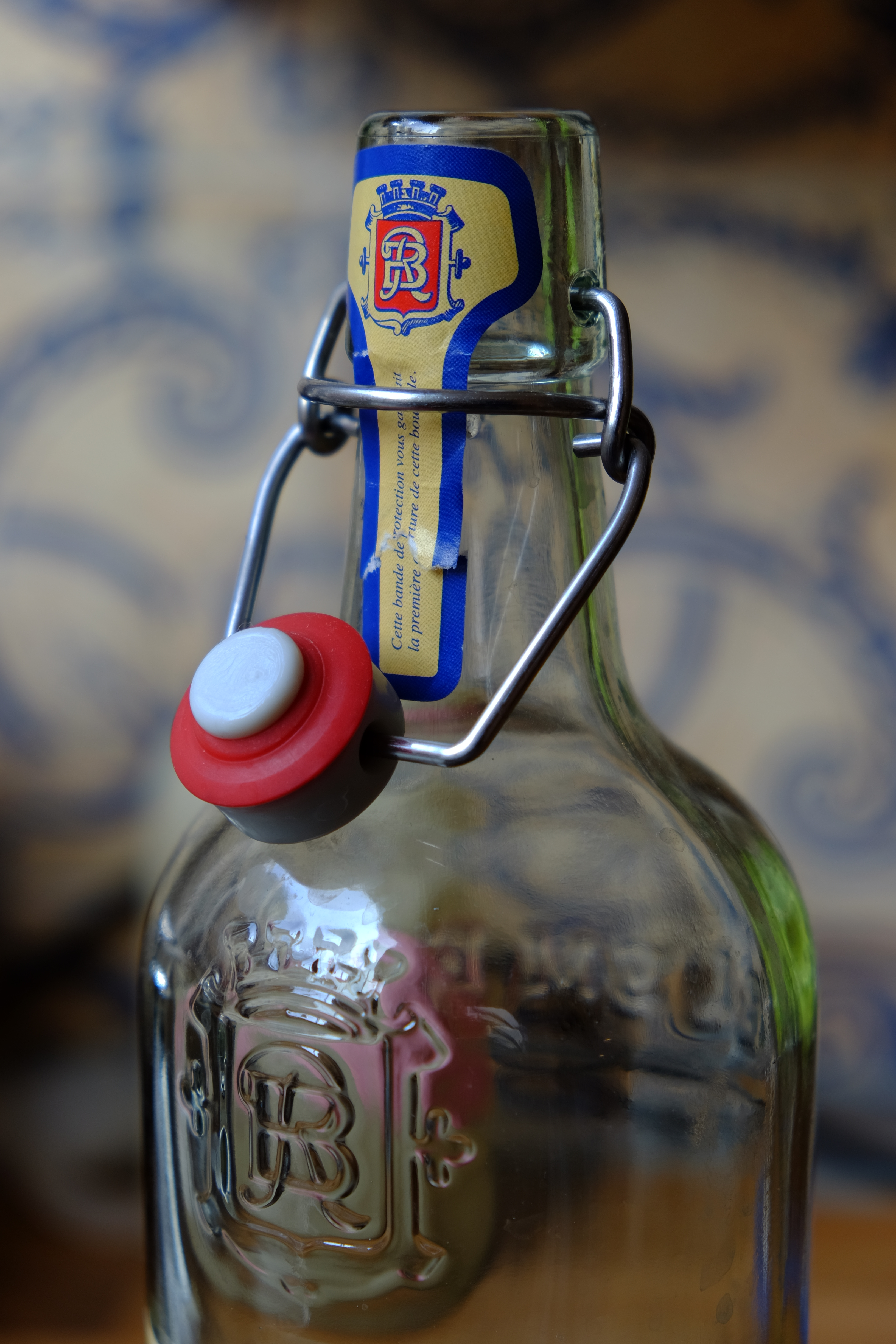
ボトルの栓として使われるフリップトップ

フリップトップの動作

フリップトップ（英語：flip-top, swing-top, lightning toggle, Quillfeldt stopper, bail closure ）とは、瓶などの密閉栓に使われる仕組みである。王冠が発明されるまで主流の方法であった。日本では、機械栓、スイングストッパーとも呼ばれる。
フリップトップが使われる前は、コルクを蝋で塞ぎコルクスクリューで引き抜くなどの仕組みが使われていたが、信頼性や漏れや手間や再使用などに問題があった。1874年11月30日に米国人発明家の Charles de Quillfeldt によって特許が申請された。